# Kanton Aumont-Aubrac
Kanton Aumont-Aubrac (francouzsky Canton d'Aumont-Aubrac) je francouzský kanton v departementu Lozère v regionu Languedoc-Roussillon. Tvoří ho šest obcí.

## Obce kantonu
- Aumont-Aubrac
- La Chaze-de-Peyre
- Fau-de-Peyre
- Javols
- Sainte-Colombe-de-Peyre
- Saint-Sauveur-de-Peyre